# 阿部正暠
阿部 正暠（あべ まさあきら）は、上総佐貫藩の第6代藩主。佐貫藩阿部家7代。
文化3年（1806年）3月9日、第5代藩主阿部正簡の三男として生まれる。文政5年12月（1823年）に従五位下・山城守に叙位・任官される。文政8年（1825年）、父の死去により家督を継いだ。ところが病弱で政務を執ることは困難であり、幕府より任命されかけた日光祭礼奉行も辞退しているほどであった。このため、病気を理由に天保7年（1836年）3月23日、養子の正身に家督を譲って隠居した。
天保14年12月（1844年）に因幡守に遷任するが、嘉永5年12月（1853年）に山城守に還任された。嘉永6年（1853年）5月10日に死去した。享年48。

## 系譜
父母
- 阿部正簡（父）
- 皆川氏 ー 側室（母）

正室
- 本多忠顕の娘

養子
- 阿部正身 ー 亀井茲尚の四男